# Jaime Penedo
Jaime Manuel Penedo Cano (født 26. september 1981 i Panama City, Panama), er en panamansk fodboldspiller (målmand). Han spiller i Rumænien for Dinamo București, som han har repræsenteret siden 2016.

## Landshold
Penedo har (pr. juni 2018) spillet 50 kampe for Panamas landshold, som han debuterede for 29. juni 2003 i en venskabskamp mod Cuba. Han var en del af den panamanske trup til VM 2018 i Rusland.